# Консорціум Трьох коледжів
Консорціум Трьох коледжів ( англ. Tri-College Consortium також відомий, як Tri-Co ) — це колоборація трьох приватних гуманітарних коледжів у передмісті Філадельфії : коледж Брін Мор, Хейверфорд коледж і Суортмор коледж .   Консорціум дозволяє студентам перехресно реєструватися на курси в інших коледжах. Брін Мор і Хаверфорд мають особливо тісні стосунки (студентів цих коледжей часто називають у розмовній мові «Бі-Ко»). Обидва навчальні заклади мають спільну студентську газету та радіостанцію, і вони мають досить інтегроване студентське життя. Автобус перевозить студентів від кампусу до кампусу.
Консорціум Квакерів – це ще один консорціум, який об’єднує Триколедж з Університетом Пенсільванії у Філадельфії.

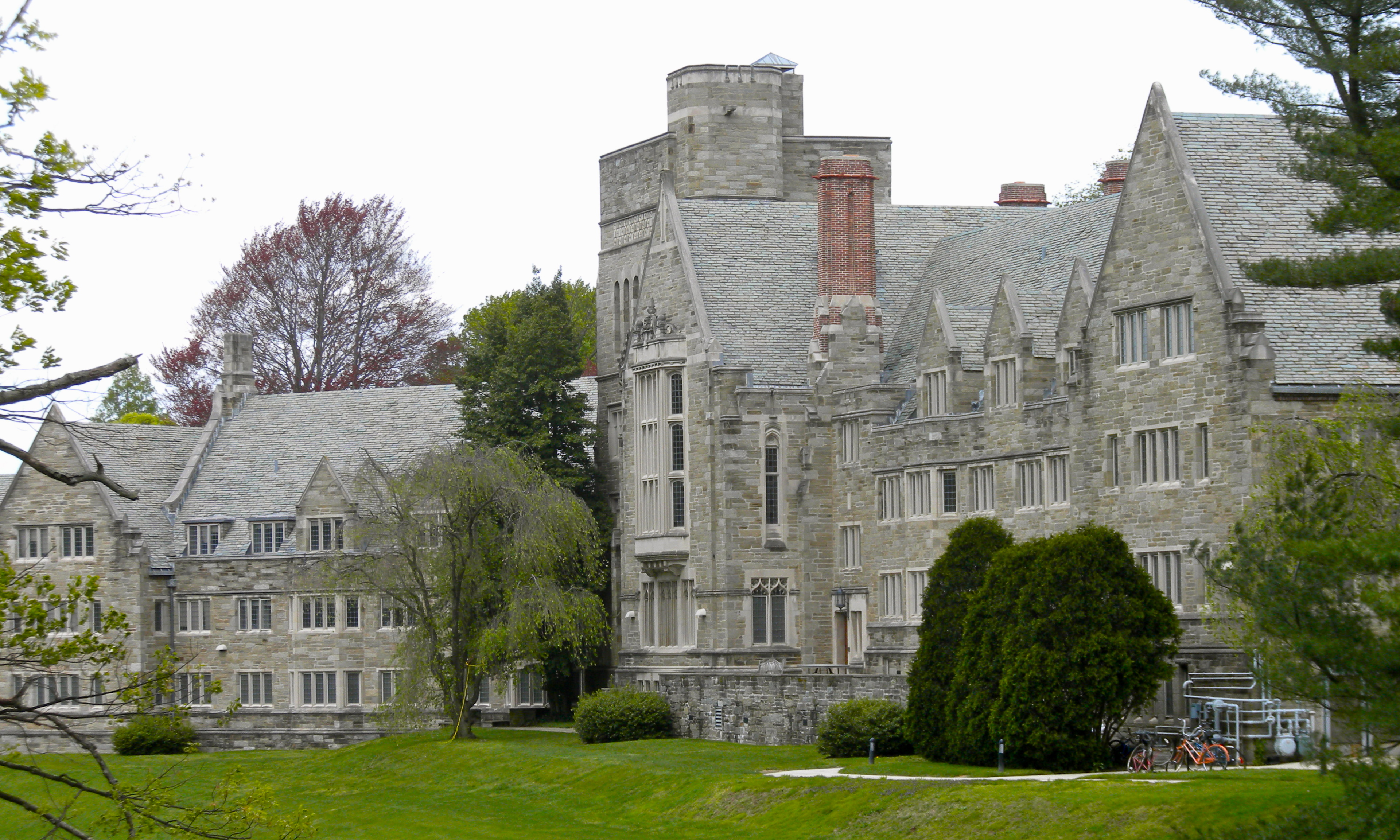
Роудс Холл, коледж Брін Мор
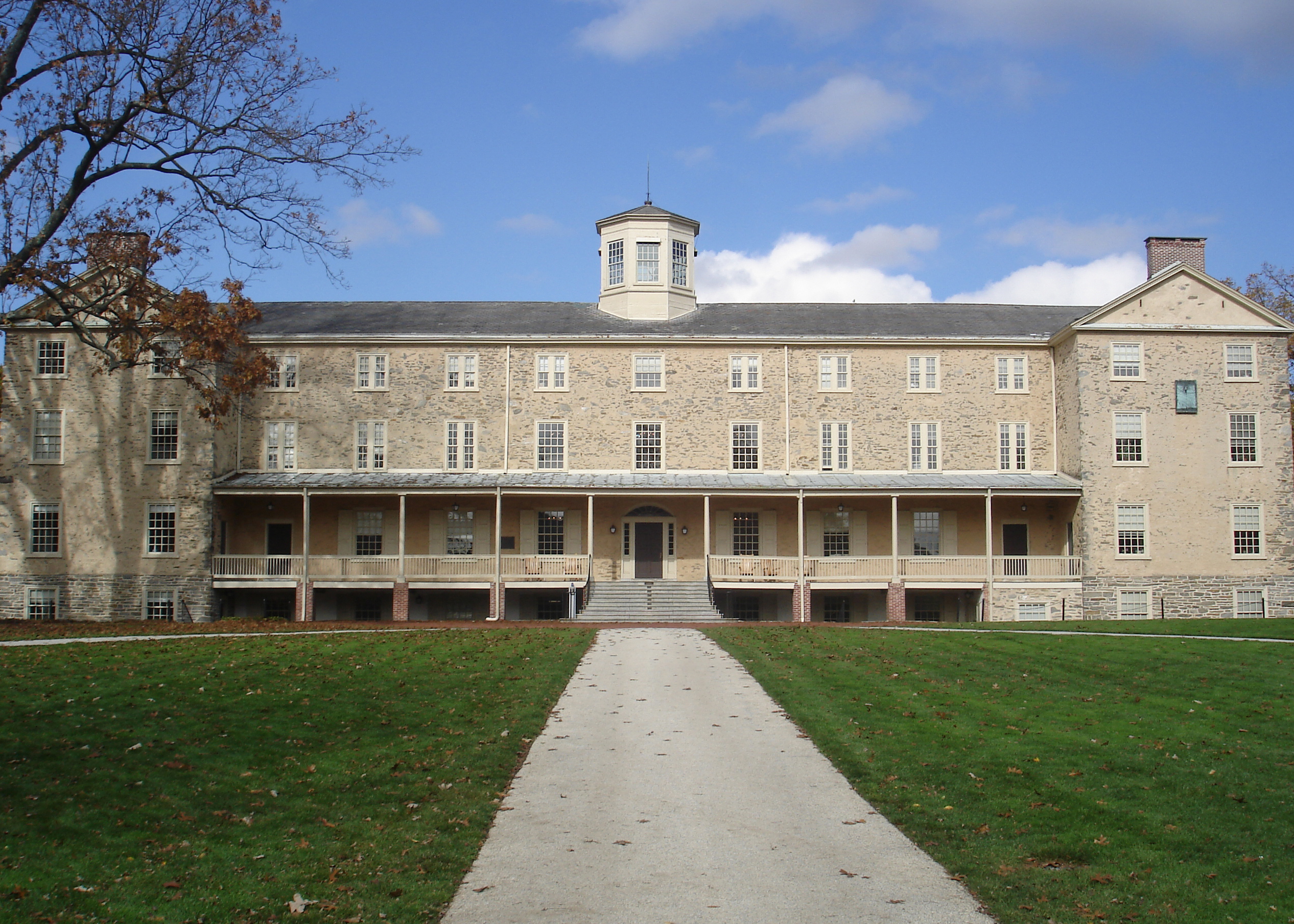
Founders Hall, Haverford College
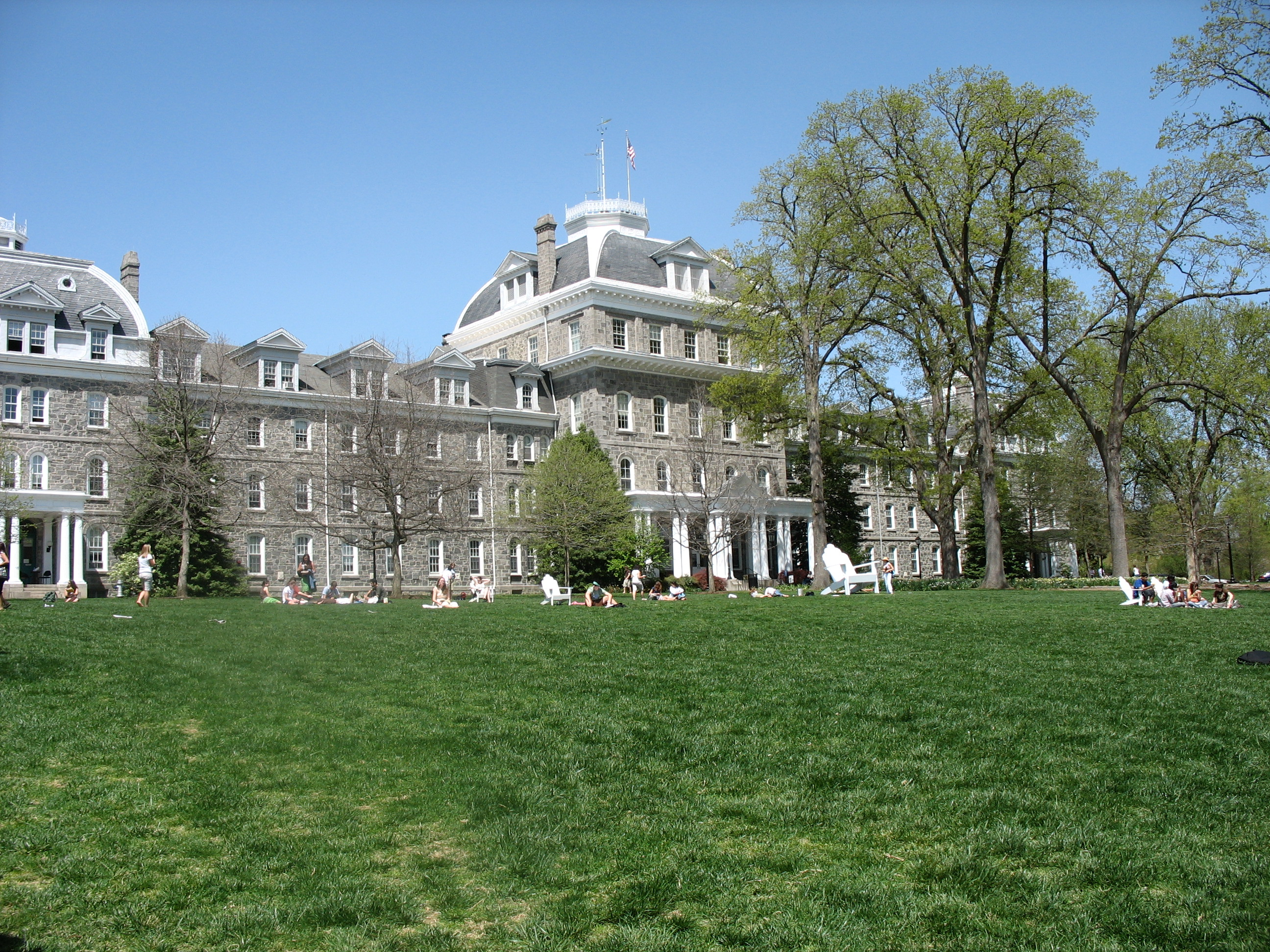
Парріш Холл, Суортморський коледж